# 創宇社建築会
創宇社建築会（そううしゃけんちくかい）は、日本の近代建築運動団体のひとつ。関東大震災の直後の1923年10月に結成され、1931年に事実上活動停止した。

## 概説
創立メンバーは、最年長の山口文象（当時は岡村蚊象と名乗る）をリーダーとして、専徒栄記、小川光三、梅田穣、広木亀吉の5人で、18歳から21歳までの逓信省営繕課の技手、製図工の仲間。帝大出のエリートの官僚建築家の下で、建築設計製図や建設現場監理の仕事をしていた。学歴はいずれも職業学校や夜学などで実利的な建築教育を受けたものであり、互いにはげましあって建築、絵画、語学の勉強を続けている同じ職場仲間であった。
後に、海老原一郎、今泉善一、道明英次、河裾逸美、竹村新太郎、渡刈雄、野口巌、平松義彦、広瀬初夫、崎谷小三郎、古川末雄、山口栄一が加わる。このうち海老原、広瀬、山口は東京美術学校（現在の東京芸術大学）出身である。
創宇社建築会結成のきっかけは、関東大震災の直後に東京中央郵便局の隣に建てた営繕課の応急建物に集まったときに、このような時こそ仲間が呼び合ってなにかをはじめたい機運となったと、後に山口文象は語っている。実際に彼等だけではなく、震災直後からは「ラトー」、「劇場の三科」、「バラック装飾社」など、数多くの建築や芸術のグループが結成されて、さまざまな芸術運動を展開していった。
一般に日本の近代建築運動グループとしては、1920年に東京帝大建築学科の学生たち6人で始めた「分離派建築会」が嚆矢とされる。分離派建築会はロマンチックな建築宣言を発表し、ロマンチックな建築提案の展覧会を7回行って1928年頃に消える。このエリートたちの運動に、創宇社建築会も刺激されて設立されたこともたしかである。現にリーダーの山口文象は、分離派建築会メンバーであった営繕課上司の山田守に才能を認められ、分離派建築会の展覧会に出品している。
創宇社建築会も宣言と展覧会から始める。1923年11月の創宇社第1回展の目録には、梅田穣の原案とされる創宇社宣言が次のように掲げられている。

我等は古代人の純情なる
創造の心を熱愛し、模倣てふ
不純なる風潮になき
永遠の母への憧れをもて
頽廃と陳腐とにたゞれたる
現建築界の覚醒を期す
我等は生の交響楽―全宇宙に
我等の生命、美しき「マッス」を
現出すべく専心努力する

このあと1930年の第8回展覧会まで、講演会や協同して公開設計競技への応募、あるいは他の芸術運動グループとの協同活動などを繰り広げていった。展覧会出品の内容は、初めの頃は分離派建築会のあとを追うロマンチックな傾向のものであったが、労働者のための施設や建築生産方式の提案など、しだいに彼等独自の道を見いだす傾向に転換していった。
1930年10月、日本の建築家を糾合する「新興建築家連盟」が結成され、東京帝国大学、早稲田大学、東京美術学校の教員、逓信省の職員らを含む約100人が参加した。新たな運動展開を図るべく創宇社メンバーも全員参加したが、新聞の赤宣伝によってすぐに瓦解した。この年の暮に山口文象が渡欧してリーダーがいなくなり、1931年に起きた官吏減俸騒動に巻き込まれて逓信省をメンバー全員が解雇される事件が起こり、創宇社建築会の活動は事実上は停止してしまった。ほそぼそとしたこの流れは「青年建築家連盟」、「建築科学研究会」、「青年建築家クラブ」など消長を経て、戦後日本建築文化聯盟や関西建築文化聯盟と全日本建築民主協議会を発足し、その後「NAU新日本建築家集団」、そして「新建築家技術者集団」へと続くのである。